# 烏尼翁區
烏尼翁區（西班牙語：Distrito de Uñón），是秘魯的一個區，位於該國南部阿雷基帕大區的卡斯蒂利亞省，始建於1962年6月18日，面積296.93平方公里，海拔高度2,782米，2005年人口233，人口密度每平方公里0.78人。